# Ageas
Ageas - бельгійська транснаціональна страхова компанія, що має штаб-квартиру в Брюсселі. Ageas є найбільшим страховиком Бельгії та працює в 13 країнах світу. Компанія була перейменована з Fortis Holding у квітні 2010 року і складається з тих страхових підрозділів, що залишилися після розподілу та продажу групи фінансових послуг Fortis під час фінансової кризи 2007-2010.
У 2024 році компанія мала 50 000 працівників.

## Діяльність
Компанія є найбільшим постачальником страхових послуг в Бельгії, володіючи 75% AG Insurance (решта належить BNP Paribas Fortis, яку було продано BNP Paribas у 2009 році). Продукти продаються через незалежних агентів, брокерів та фінансових планувальників, а також через відділення BNP Paribas Fortis та його дочірнього банку Banque de La Poste/Bank van De Post.
Ageas також повністю володіє дочірньою компанією Ageas Insurance International (раніше Fortis Insurance International), через яку вона є третім за величиною постачальником приватного страхування транспортних засобів у Великий Британії і четвертим за величиною постачальником туристичного страхування через такі дочірні компанії, як Kwik Fit Insurance. Ageas Insurance International також працює у Франції та Гонконгу і має партнерства або спільні підприємства в Люксембурзі, Італії, Португалії, Туреччині, Китаї, Малайзії, Індії і Таїланді. Крім того, Ageas володіє 45% компанії спеціального призначення Royal Park Investments, яка управляє портфелем «токсичних» активів структурованих кредитів, що раніше належали Fortis Bank.
RIAS - це компанія страхування майна, яка надає послуги зі страхування автомобілів, житла, подорожей та трейлерів. ЇЇ торгова назва - Ageas Retail Limited. Була заснована в 1992 році Девідом Холденом як Консультаційну службу з пенсійного страхування, яка спочатку пропонувала страхові продукти від групи страховиків. RIAS була частиною Fortis, поки Fortis не прийняла назву Ageas UK, що відображає статус компанії як окремої глобальної страхової групи.
У вересні 2012 року Ageas придбала британську страхову компанію Groupama, збільшивши свою присутність в автомобільному та житловому секторах. Ця угода дозволила Ageas додати ще один мільйон страхувальників у Великій Британії. У 2016 році Ageas придбала страхові операції AXA в Португалії, ставши другим найбільшим страховиком за розміром премій, третім страховиком сектору не пов'язаного зі страхуванням життя (з часткою ринку 14%) і третім найбільшим страховиком життя (з часткою ринку 19%).
Головний офіс Ageas UK знаходиться в Істлі, з філіями в Борнмуті, Глостері, Лондоні і Манчестері.